# Шучо
Шучо (朱鳥), (алтернативно читање „Акамитори“) била је краткотрајна јапанска историјска ера у Асука периоду која је трајала од јуна до септембра 686. Пре ње била је Хакучи ера (650—654) али са размаком од 32 године која није званично именована ером. После ње настаће још један период без званичне ере све до доласка Таихо ере (701—704). Током Шучо ере владао је цар Тему а затим и царица Џито. Шучо ера је названа по имену црвене птице са југа, а након што је наследила цара Темуа на власти, царица Џито није наставила обичај именовања ера.

## Важнији догађаји Шучо ере
- 686. (Шучо 1, девети дан, деветог месеца): Цар Тему умире.[4]
- 686. (Шучо 1, други дан десетог месеца): Откивена је побуна принца Оцуа који је са завереницима ухапшен.[4]
- 686. (Шучо 1, трећи дан десетог месеца): Принц Оцу извршава самоубиство.[4]
- 686. (Шучо 1, шеснаести дан једанаестог месеца): Принцеза Оку, сестра принца Оцуа више није задужена за храм Исе.[5]
- 686. (Шучо 1, седамнаести дан једанаестог месеца): Земљотрес.[5]